# Clinodiplosis monticola
Clinodiplosis monticola är en tvåvingeart som beskrevs av Jean-Jacques Kieffer 1913. Clinodiplosis monticola ingår i släktet Clinodiplosis och familjen gallmyggor.
Artens utbredningsområde är Tanzania. Inga underarter finns listade i Catalogue of Life.